# Jianyang, Chengdu
Jianyang, tidigare stavat Kienyang, är en stad på häradsnivå som lyder under Chengdus stad på prefekturnivå i Sichuan-provinsen i sydvästra Kina. Den ligger omkring 50 kilometer sydost om provinshuvudstaden Chengdu.